# Dave Heinz

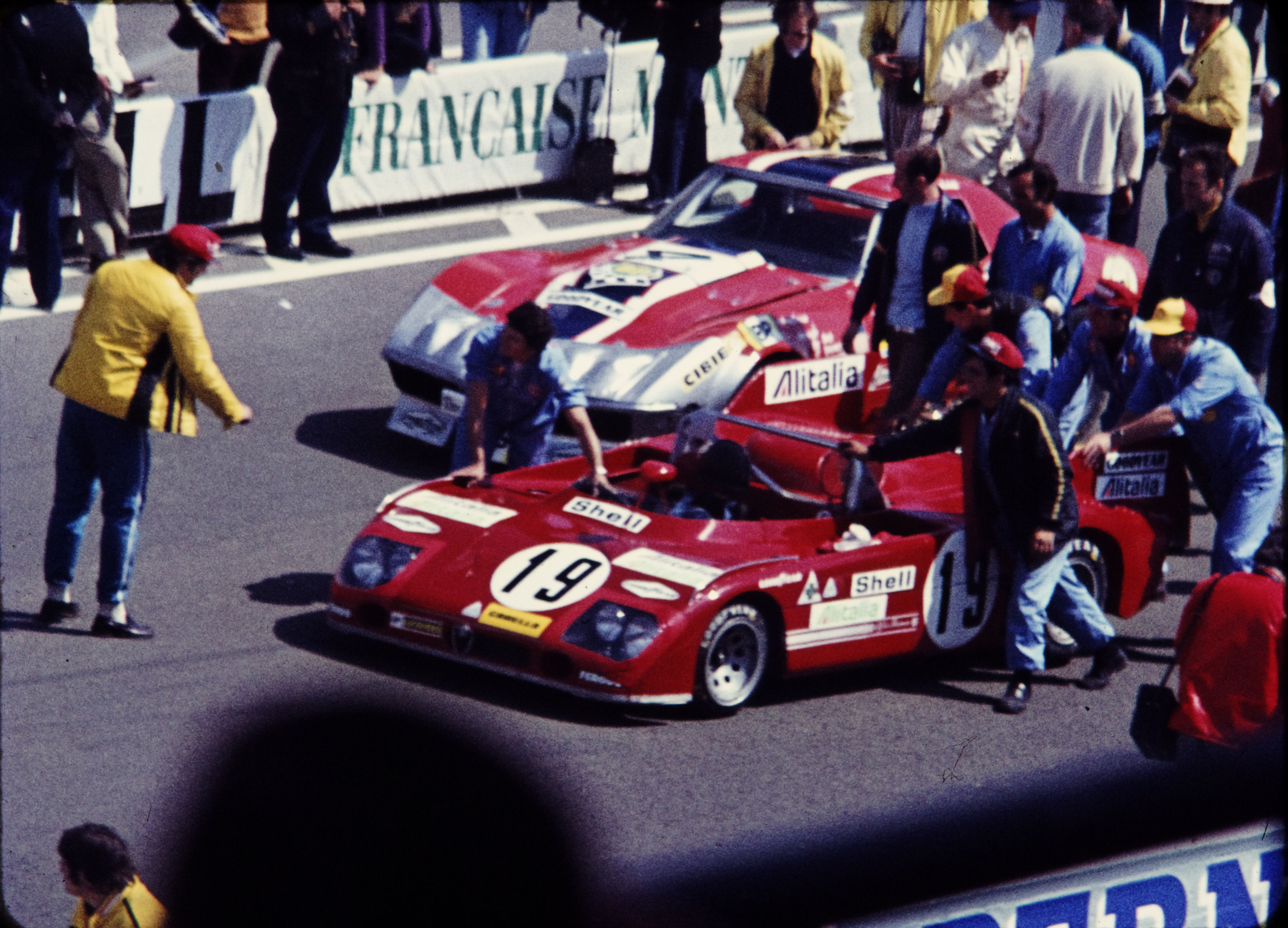
Der Chevrolet Corvette (hinten, Startnummer 4) von Dave Heinz beim 24-Stunden-Rennen von Le Mans 1972

David John „Dave“ Heinz (* 16. Oktober 1934 in Kickapoo; † 10. März 1992 in Hillsborough) war ein US-amerikanischer Autorennfahrer.

## Karriere als Rennfahrer
Dave Heinz erreichte in den 1960er- und 1970er-Jahren einige Erfolge im Monopostosport. 1970 gewann er auf einem Lola T142 die Gesamtwertung der SCCA National Championship Formula A.
International bekannt wurde Heinz als GT- und Sportwagenpilot. Schon Ende der 1960er-Jahre fuhr er erste Clubrennen und war in den 1960er-Jahren regelmäßig in der SCCA-Sportwagen-Meisterschaft am Start. Bis 1987 war er als Fahrer aktiv. Er war bei 86 Rennveranstaltungen dabei und erzielte fünf Gesamt- und fünf Klassensiege. Viele Jahre war er in der IMSA-GT- und der IMSA-GTP-Serie engagiert. 1973 wurde er mit den Partnern Bob Mclure und Dana English auf einem Chevrolet Corvette Gesamtdritter beim 24-Stunden-Rennen von Daytona und 1972 Gesamtvierter beim 12-Stunden-Rennen von Sebring. Dieser vierte Rang war gleichzeitig der Sieg in der GT-Klasse über 2,5 Liter Hubraum. Auch in Le Mans erreichte er 1972 einen Klassensieg.

## Statistik

### Le-Mans-Ergebnisse
| Jahr | Team                       | Fahrzeug               | Teamkollege    | Platzierung             | Ausfallgrund |
| ---- | -------------------------- | ---------------------- | -------------- | ----------------------- | ------------ |
| 1972 | North American Racing Team | Chevrolet Corvette ZL1 | Robert Johnson | Rang 15 und Klassensieg |              |
| 1974 | North American Racing Team | Ferrari 365 GTB/4      | Alain Cudini   | Rang 6                  |              |

### Sebring-Ergebnisse
| Jahr | Team                           | Fahrzeug           | Teamkollege      | Teamkollege     | Platzierung            | Ausfallgrund     |
| ---- | ------------------------------ | ------------------ | ---------------- | --------------- | ---------------------- | ---------------- |
| 1968 | Slaton Chevrolet               | Chevrolet Corvette | Or Costanzo      | William Harris  | nicht klassiert        |                  |
| 1969 | Or Costanzo                    | Chevrolet Corvette | Or Costanzo      |                 | Rang 21                |                  |
| 1970 | Or Costanzo                    | Chevrolet Corvette | Or Costanzo      |                 | Ausfall                | Defekt           |
| 1971 | Dave Heinz Racing Inc          | Chevrolet Corvette | Or Costanzo      | Robert Johnson  | Rang 10                |                  |
| 1972 | Dana English                   | Chevrolet Corvette | Robert Johnson   |                 | Rang 4 und Klassensieg |                  |
| 1973 | Race Enterprise & Developments | Chevrolet Corvette | Jerry Thompson   |                 | Rang 39                |                  |
| 1977 | Shulnburg Scrap Metal          | Chevrolet Corvette | Robert Shulnburg | John Brandt     | Ausfall                | Kraftübertragung |
| 1978 | R. V. Shulnburg Scrap Metal    | Chevrolet Corvette | Robert Shulnburg | Michael Keyser  | Ausfall                | Mechanik         |
| 1979 | Rick Thompkins                 | Chevrolet Corvette | Rick Thompkins   |                 | Ausfall                | Motorschaden     |
| 1980 | Oftedahl Trucking              | Chevrolet Camaro   | Bob Nagel        |                 | Ausfall                | Motorschaden     |
| 1983 | Dave Heinz Racing              | Chevrolet Camaro   | Jerry Thompson   | Paul Gentilozzi | Rang 26                |                  |
| 1985 | Dave Heinz Imports             | Chevrolet Corvette | Jerry Thompson   | Jim Trueman     | Ausfall                | Defekt           |
| 1986 | Dave Heinz Imports             | Chevrolet Corvette | Don Yenko        | Steve Zwiren    | Ausfall                | Getriebeschaden  |
| 1987 | Quality Motorsports            | Chevrolet Corvette | Don Young        |                 | Ausfall                | Defekt           |

### Einzelergebnisse in der Sportwagen-Weltmeisterschaft
| Saison | Team                                            | Rennwagen                           | 1   | 2   | 3   | 4   | 5   | 6   | 7   | 8   | 9   | 10  | 11  | 12  | 13  | 14  | 15  | 16  | 17  |
| ------ | ----------------------------------------------- | ----------------------------------- | --- | --- | --- | --- | --- | --- | --- | --- | --- | --- | --- | --- | --- | --- | --- | --- | --- |
| 1968   | Slaton Chevrolet                                | Chevrolet Corvette                  | DAY | SEB | BRH | MON | TAR | NÜR | SPA | WAT | ZEL | LEM |     |     |     |     |     |     |     |
| 1968   | Slaton Chevrolet                                | Chevrolet Corvette                  | DNF |     |     |     |     |     |     |     |     |     |     |     |     |     |     |     |     |
| 1969   | David Heinz Imports Or Costanzo                 | MGB Chevrolet Corvette              | DAY | SEB | BRH | MON | TAR | SPA | NÜR | LEM | WAT | ZEL |     |     |     |     |     |     |     |
| 1969   | David Heinz Imports Or Costanzo                 | MGB Chevrolet Corvette              | DNF | 21  |     |     |     |     |     |     |     |     |     |     |     |     |     |     |     |
| 1970   | Or Costanzo                                     | Chevrolet Corvette                  | DAY | SEB | BRH | MON | TAR | SPA | NÜR | LEM | WAT | ZEL |     |     |     |     |     |     |     |
| 1970   | Or Costanzo                                     | Chevrolet Corvette                  | 15  | DNF |     |     |     |     |     |     |     |     |     |     |     |     |     |     |     |
| 1971   | Heinz Racing Or Costanzo                        | Chevrolet Corvette                  | BUA | DAY | SEB | BRH | MON | SPA | TAR | NÜR | LEM | ZEL | WAT |     |     |     |     |     |     |
| 1971   | Heinz Racing Or Costanzo                        | Chevrolet Corvette                  |     | 6   | 10  |     |     |     |     |     |     |     | 7   |     |     |     |     |     |     |
| 1972   | Heinz Racing Dana English NART Race Enterprises | Chevrolet Corvette                  | BUA | DAY | SEB | BRH | MON | SPA | TAR | NÜR | LEM | ZEL | WAT |     |     |     |     |     |     |
| 1972   | Heinz Racing Dana English NART Race Enterprises | Chevrolet Corvette                  |     | 8   | 4   |     |     |     |     |     | 15  |     | DNF |     |     |     |     |     |     |
| 1973   | Dave Heinz                                      | Chevrolet Corvette                  | DAY | VAL | DIJ | MON | SPA | TAR | NÜR | LEM | ZEL | WAT |     |     |     |     |     |     |     |
| 1973   | Dave Heinz                                      | Chevrolet Corvette                  | 3   |     |     |     |     |     |     |     |     |     |     |     |     |     |     |     |     |
| 1974   | NART                                            | Ferrari 365 GTB/4                   | MON | SPA | NÜR | IMO | LEM | ZEL | WAT | LEC | BRH | KYA |     |     |     |     |     |     |     |
| 1974   | NART                                            | Ferrari 365 GTB/4                   |     | 6   |     |     |     |     |     |     |     |     |     |     |     |     |     |     |     |
| 1975   | Takondo Racing                                  | Chevrolet Camaro                    | DAY | MUG | DIJ | MON | SPA | PER | NÜR | ZEL | WAT |     |     |     |     |     |     |     |     |
| 1975   | Takondo Racing                                  | Chevrolet Camaro                    | 38  |     |     |     |     |     |     |     |     |     |     |     |     |     |     |     |     |
| 1977   | Rick Thompkins                                  | Chevrolet Corvette                  | DAY | MUG | DIJ | MON | SIL | NÜR | VAL | PER | WAT | EST | LEC | MOS | IMO | SAL | BRH | HOK | VAL |
| 1977   | Rick Thompkins                                  | Chevrolet Corvette                  | 42  |     |     |     |     |     |     |     |     |     |     |     |     |     |     |     |     |
| 1978   | Shulnburg Scrap Budweiser Racing                | Chevrolet Corvette Chevrolet Monza  | DAY | SEB | MUG | TAL | DIJ | SIL | NÜR | LEM | MIS | DAY | WAT | VAL | ROD |     |     |     |     |
| 1978   | Shulnburg Scrap Budweiser Racing                | Chevrolet Corvette Chevrolet Monza  |     |     |     | DNF |     |     |     |     |     |     | 23  |     |     |     |     |     |     |
| 1979   | Rick Thompkins Dave Heinz                       | Chevrolet Corvette                  | DAY | SEB | MUG | TAL | DIJ | RIV | SIL | NÜR | LEM | PER | DAY | WAT | SPA | BRH | ROA | VAL | ELS |
| 1979   | Rick Thompkins Dave Heinz                       | Chevrolet Corvette                  |     | DNF |     |     |     |     |     |     |     |     |     |     |     |     |     |     | DNF |
| 1980   | Oftedahl Trucking USA Racing                    | Chevrolet Camaro Chevrolet Corvette | DAY | BRH | SEB | MUG | MON | RIV | SIL | NÜR | LEM | DAY | WAT | SPA | MOS | ROA | VAL | DIJ |     |
| 1980   | Oftedahl Trucking USA Racing                    | Chevrolet Camaro Chevrolet Corvette | 21  |     | DNF |     |     |     |     |     |     |     | DNF |     |     |     |     |     |     |
| 1981   | Oftedahl Tom Frank                              | Chevrolet Camaro                    | DAY | SEB | MUG | MON | RIV | SIL | NÜR | LEM | PER | DAY | WAT | SPA | MOS | ROA | BRH |     |     |
| 1981   | Oftedahl Tom Frank                              | Chevrolet Camaro                    | DNF |     |     |     |     |     |     |     |     |     | DNF |     |     |     |     |     |     |